# Velódromo Municipal do Rio
Das Velódromo Municipal do Rio, auch Velódromo Olímpico, ist eine Radrennbahn in der brasilianischen Stadt Rio de Janeiro. Es wurde für die Olympischen Sommerspiele und die Sommer-Paralympics 2016 errichtet.

## Geschichte

### Der Vorgänger: dasBarra Velodrome
Die Anlagen für die Panamerikanischen Spiele 2007 umfassten einen Sportkomplex nahe dem Autódromo Internacional Nelson Piquet, in dem sich auch die Radrennbahn Barra Velodrome befand. Diese Hallenradrennbahn für den Bahnradsport war die erste in Brasilien und die zweite in Südamerika aus Holz (Sibirische Kiefer). Gebaut wurde die Bahn von den niederländischen Architekten Sander Douma Architects. 2013 wurde das Velodrom abgebaut, um für die Olympischen Spiele 2016 an gleicher Stelle eine neue Radrennbahn zu errichten, da die ursprüngliche nicht den Kriterien des Weltradsportverbandes Union Cycliste Internationale (UCI) für olympische Wettbewerbe entsprach. Ein Umbau des Velodroms diesen Vorgaben gemäß hätte genau so viel gekostet wie der Neubau.

### Das olympische Velodrom

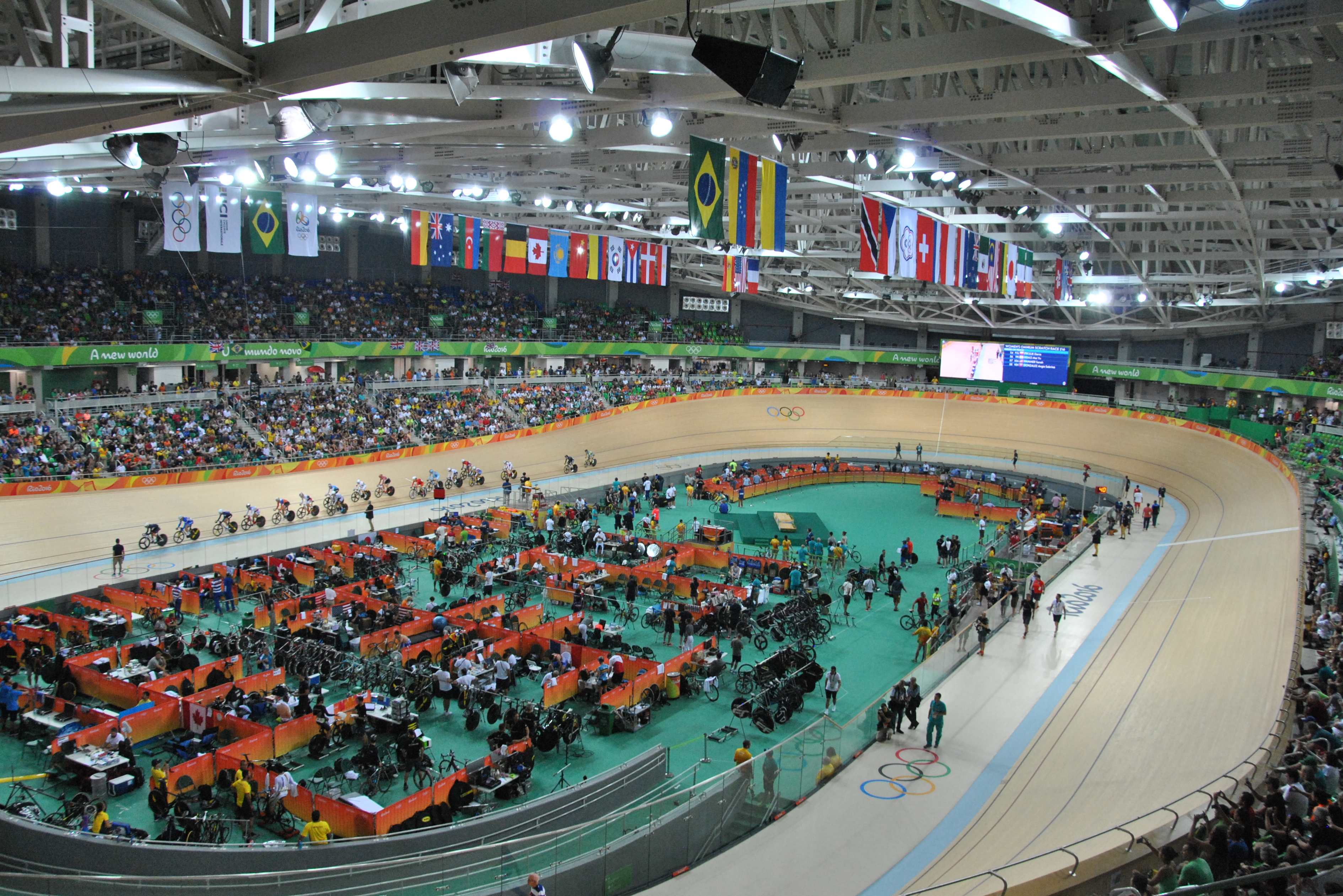
Das Velodrom während der olympischen Wettbewerbe 2016

Das Velódromo Olímpico, dessen Dach wie ein Fahrradhelm geformt ist, wurde von dem brasilianischen Architektenbüro B|AC entworfen. Die Radrennbahn selbst wurde von dem deutschen Architekten Ralph Schürmann entworfen, dessen Unternehmen schon sieben olympische Radrennbahnen, darunter das Laoshan-Velodrom für die Spiele in Peking, geplant hatte. Die Bahn selbst ist – gemäß internationalem Standard – 250 Meter lang, sieben Meter breit und hat eine Kurvenüberhöhung von 44 Grad.
Der Neubau der Sportstätte entpuppte sich durch ständige Verzögerungen und letztlich den Austausch des Bauunternehmens als schwierigstes Vorhaben aller Wettkampfstätten. Alle 45 geplanten Testwettkämpfe mussten schließlich abgesagt werden. Ein Bauunternehmen ging insolvent, und die montagebereite Bahn selbst konnte erst verspätet eingebaut werden, da die Halle nicht fertig war. Die Radrennbahn wurde erst wenige Tage vor Beginn der Spiele am 25. Juli 2016 übergeben.
Im Jahr nach den Olympischen Spielen, am 31. Juli 2017, wurde das Velodrom teilweise durch ein Feuer schwer beschädigt. Das Feuer wurde durch einen kleinen, handgefertigten Heißluftballon verursacht. Obwohl diese Ballons verboten sind, sind sie in Brasilien üblich und verursachen immer wieder Feuer, wenn sie mit Gebäuden kollidieren. Bei dem Feuer im Velodrom wurde niemand verletzt; ein Teil des Daches brach ein und zerstörte die hölzerne Bahn.